# Book of Kells

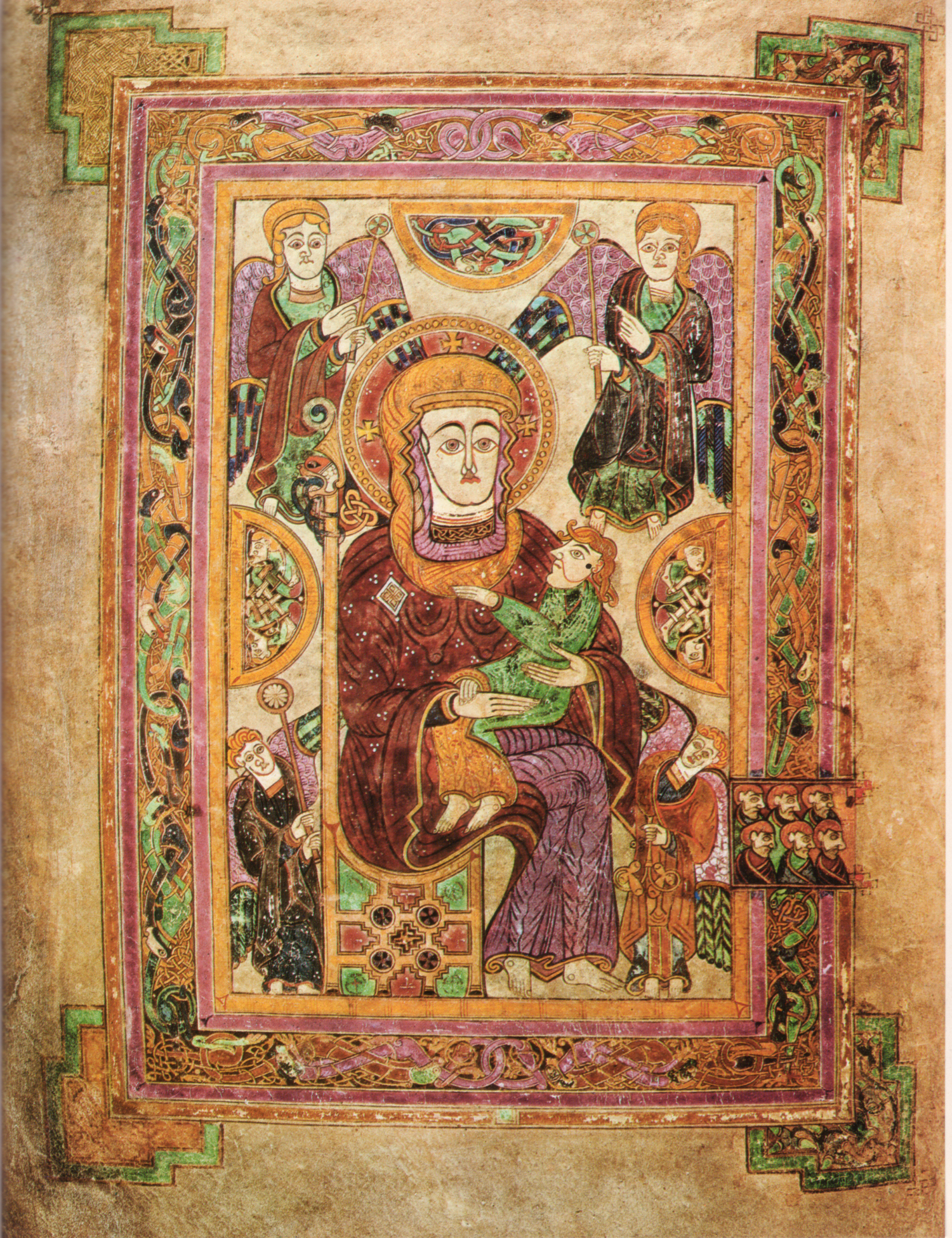
Muttergottes mit Kind

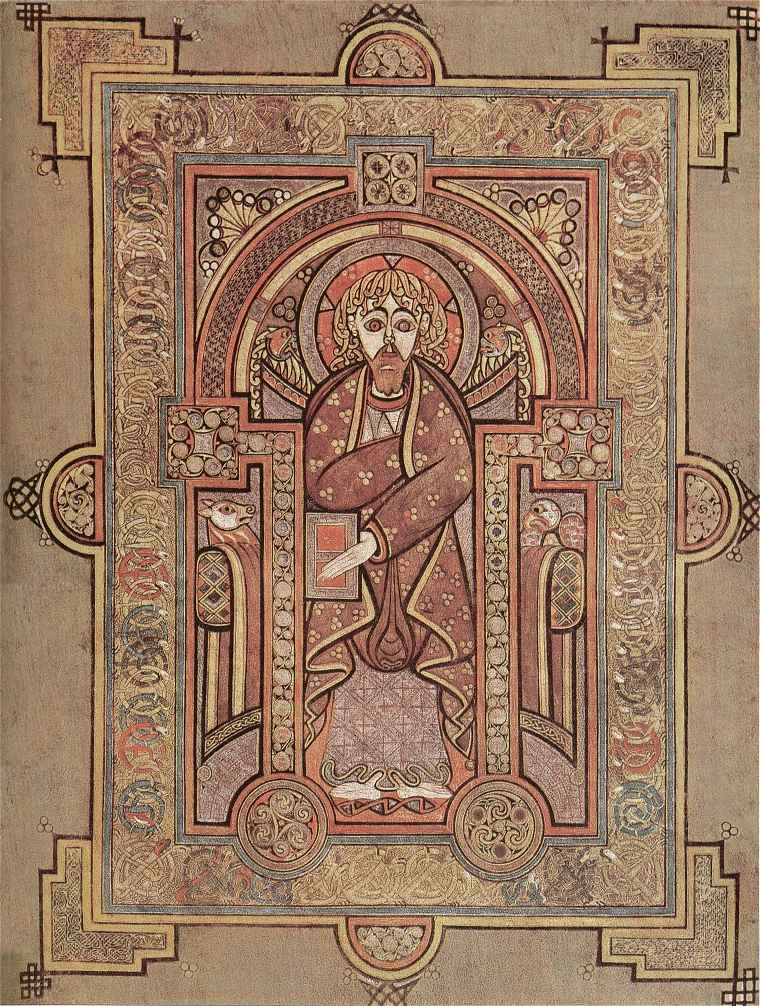
Evangelist Matthäus

Das Book of Kells (irisch  Leabhar Cheanannais) ist eine illustrierte Handschrift aus dem achten oder neunten Jahrhundert. Sie wird als das überragende Beispiel der insularen Buchmalerei angesehen und wurde im Jahr 2011 zum Weltdokumentenerbe erklärt.

## Geschichte
Über den Ursprung des Book of Kells herrscht Uneinigkeit. Sehr wahrscheinlich wurde es um das Jahr 800 im Kloster Iona vor der schottischen Westküste hergestellt und zur Zeit der Wikingereinfälle aus Sicherheitsgründen nach Irland gebracht. Im Jahr 1006 wurde es aus der Kells Abbey in Kells in der irischen Grafschaft Meath gestohlen, wurde aber einige Monate später gefunden, jedoch ohne den legendären goldenen Einband, und blieb bis zum Jahre 1654 in Kells. Nachdem es durch verschiedene private Hände ging, befindet es sich seit dem 17. Jahrhundert im Besitz des Trinity College in Dublin, wo man das Buch im Original besichtigen kann. Je zwei Doppelseiten davon sind unter einer Vitrine in der Bibliothek des College ausgestellt. Die Seiten wechseln etwa alle drei Monate. Weitere interessante Beispiele aus dem Book of Kells können als Faksimile im Museum der Bibliothek besichtigt werden.

## Inhalt
Das Book of Kells enthält die vier Evangelien zusammen mit ganzseitigen Abbildungen von Christus, Maria mit Kind und den Evangelisten. Das Schriftbild ist aufwendig gestaltet und verziert. Insbesondere die Initialen wurden teilweise mit sehr feinen Mustern in leuchtenden Farben ausgeführt. An Stelle von Gold wurde Auripigment, ein Arsen-Schwefel-Mineral, verwendet. Die Farbe Blau ist ein Indigo-Färbemittel, das aus Färberwaid extrahiert wurde. Gemischt mit Weiß ergeben sich so leichtblaue Farben. Weiß wurde aus Gips hergestellt. Die Vermutung, dass Blau durch die Verwendung von Lapislazuli hergestellt wurde, hat sich durch neuere Analysen der Farben als falsch erwiesen. Typische Verzierungen sind Spiral- und Flechtwerkmuster sowie ornamentale Mensch- und Tiermotive. Bei diesen Mustern handelt es sich um traditionelle keltische Muster.

## Rezeption
Faksimile
- Im Jahr 1990 erschienen zum Book of Kells je ein Faksimile- und Kommentarband im Faksimile Verlag in Luzern mit einer Auflage von weltweit 1.480 Exemplaren (ISBN 3-85672-031-6).

Replikation
- In den 1990er Jahren reproduzierte der Künstler Mario Kleff mehrere Seiten des Book of Kells auf Kalbspergament. Seine Werke wurden im Bischöflichen Dom- und Diözesanmuseum Trier ausgestellt.[7][8]

Film
- Das Geheimnis von Kells – Regie: Tomm Moore und Nora Twomey (Frankreich, Irland, Belgien; 2009)

Roman
- Die Spur der Katzen – Peter R. Wieninger, Reclam-Verlag, Leipzig 1996[9]